# Bauchfuß

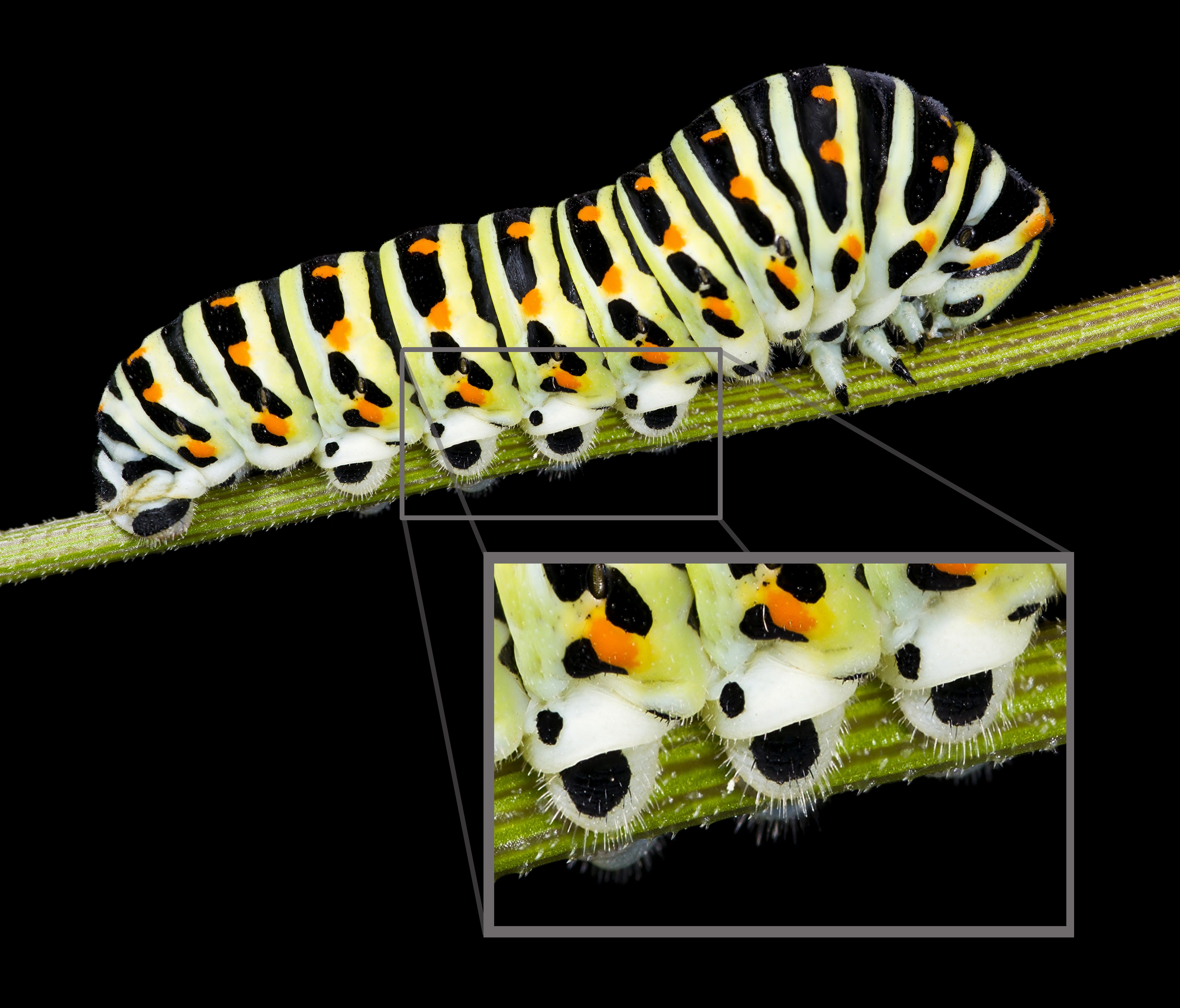
Raupe des Schwalbenschwanzes (Papilio machaon). Gut erkennbar die ersten drei Brustbeinpaare vorne (rechts), die vier Bauchfußpaare in der Mitte (drei davon vergrößert dargestellt) und der wulstige Nachschieber am Hinterleibsende.

Bauchfüße, Afterfüße, Abdominalfüße (lat. Pedes spurii für Bastardfüße) oder (nicht korrekt) -beine sind paarweise angeordnete, fleischige, stummelförmige und ungegliederte Extremitäten bei verschiedenen Insektenlarven. Sie dienen der Fortbewegung und kommen bei manchen Larven von Pflanzenwespen (Symphyta) und Fliegen (Brachycera) und insbesondere bei fast allen Schmetterlingsraupen vor. Es handelt sich dabei aber um keine echten Beine, sondern nur um Hautausstülpungen, da sie unsegmentiert sind. Aus diesem Grunde ist die Bezeichnung Beine eigentlich falsch und sollte nicht verwendet werden. Sie besitzen für die Bewegung eine eigene Muskulatur, die aber nicht stark entwickelt ist. Die Bauchfüße des letzten Hinterleibssegmentes werden aufgrund ihrer Funktion auch als Nachschieber bezeichnet.
Bei einigen, vor allem minierenden Raupen tragen die Bauchfüße Hakenkränze (Kranzfüße, Pedes coronati), bei freilebenden Raupen sind diese mit Chitinklauen besetzt  zum besseren Festklammern (Klammerfüße, Pedes semicoronati). Sie sind in ihrer Gestalt deutlich kuppeliger als die echten Beine und sind am Ende meist saugnapfartig verbreitert. Die Tiere haben meist vier Paar Bauchfüße, die in der Regel am 6. bis 9. Segment sitzen, und ein weiteres Paar, den sogenannten Nachschieber am 13. Segment (10. Abdominalsegment).
Zwischen den ersten drei, an den Brustsegmenten (Sterniten) ansetzenden Beinpaaren und dem ersten Segment mit Bauchfüßen befinden sich bei fast allen Raupen zwei fußlose Segmente. Nur die Urmotten (Micropterigidae) haben auch auf diesen Bauchfüße. Einige Schmetterlingsfamilien weichen von diesem Körperbau ab. Spannern (Geometridae) fehlen die ersten drei Paare (bei den Arten Campaea perlata und Alsophila pometaria nur die beiden ersten, das dritte ist allerdings kürzer). , bei manchen Eulenfaltern (Noctuidae) fehlen das erste oder die ersten beiden Paare. Bei den Schneckenspinnern (Limacodidae) sind neben den echten Beinpaaren auch die Brustfüße zu winzigen Stummeln zurückgebildet. Sie können sich, ähnlich wie Nacktschnecken, nur kriechend fortbewegen. Bei den Larven der Pflanzenwespen besteht die Lücke zwischen Brustbeinen und erstem Bauchfußpaar nur aus einem Segment, wodurch sie sich von den meisten Schmetterlingsraupen unterscheiden lassen.
| Larven der          | Bezeichnung der Larven | Gruppe/ Familie              | Ordnung     | A1 | A2 | A3 | A4 | A5 | A6 | A7 | A8 | A9/10 (Nachschieber) | Füße gesamt mit T1–3 |
| ------------------- | ---------------------- | ---------------------------- | ----------- | -- | -- | -- | -- | -- | -- | -- | -- | -------------------- | -------------------- |
| Schmetterlinge      | Raupen                 | viele                        | Lepidoptera | -  | -  | 2  | 2  | 2  | 2  | -  | -  | 2                    | 16                   |
| Urmotten            | Raupen                 | Micropterygidae              | Lepidoptera | 2  | 2  | 2  | 2  | 2  | 2  | 2  | 2  | 2                    | 24                   |
| Eulenfalter         | Raupen                 | Noctuidae (einige)           | Lepidoptera | -  | -  | -  | 2  | 2  | 2  | -  | -  | 2                    | 14                   |
| Eulenfalter         | Raupen                 | Noctuidae (einige)           | Lepidoptera | -  | -  | -  | -  | 2  | 2  | -  | -  | 2                    | 12                   |
| Spanner             | Raupen                 | Geometridae                  | Lepidoptera | -  | -  | -  | -  | -  | 2  | -  | -  | 2                    | 10                   |
| Spanner             | Raupen                 | Geometridae (einzelne Arten) | Lepidoptera | -  | -  | -  | -  | 2  | 2  | -  | -  | 2                    | 12                   |
| Pflanzenwespen      | Afterraupen            | Symphyta (viele)             | Hymenoptera | -  | 2  | 2  | 2  | 2  | 2  | 2  | 2  | 2                    | 22                   |
| Pflanzenwespen      | Afterraupen            | Symphyta (einige)            | Hymenoptera | -  | 2  | 2  | 2  | 2  | 2  | 2  | -  | 2                    | 20                   |
| Pflanzenwespen      | Afterraupen            | Symphyta (einige)            | Hymenoptera | -  | 2  | 2  | 2  | 2  | 2  | -  | -  | 2                    | 18                   |
| Gespinstblattwespen | Afterraupen            | Pamphilinae                  | Hymenoptera | -  | -  | -  | -  | -  | -  | -  | -  | 2                    | 8                    |
| Schnabelfliegen     | Larven                 | alle                         | Mecoptera   | 2  | 2  | 2  | 2  | 2  | 2  | 2  | 2  | 2                    | 24                   |
| Köcherfliegen       | Larven                 | alle                         | Trichoptera | -  | -  | -  | -  | -  | -  | -  | -  | 2                    | 8                    |